# Stictoptera rufobrunnea
Stictoptera rufobrunnea là một loài bướm đêm trong họ Noctuidae.